# Championnat d'Uruguay de football 2016
Navigation
Saison précédente Saison suivante
La saison 2016 du Championnat d'Uruguay de football est la cent-quinzième édition du championnat de première division en Uruguay, une édition raccourcie pour permettre de se départir du calendrier européen. Les seize meilleurs clubs du pays s'affrontent une seule fois au cours de la saison. Un classement cumulé des trois dernières saisons du championnat permet de déterminer l'équipe reléguée en Primera B.
C'est le Club Nacional de Football qui est sacré champion d'Uruguay cette saison. Il s’agit du quarante-sixième titre de champion d'Uruguay de l’histoire du club.

## Qualifications continentales
Le champion d'Uruguay se qualifie à la fois pour la Copa Libertadores 2017 et les quatre premiers joueront la Copa Sudamericana 2017. Cerro, Nacional et Peñarol, n'a pas eu la chance de se qualifier pour la Copa Sudamericana 2017 parce qu'ils sont déjà qualifiés pour la Copa Libertadores 2017 de la saison précédente

## Les clubs participants
- Boston River - Promu de Primera B
- Cerro
- Danubio
- Defensor Sporting
- Fénix
- Juventud
- Liverpool
- Nacional
- Peñarol
- Plaza
- Racing
- Rampla Juniors - Promu de Primera B
- River Plate
- Sud América
- Villa Española - Promu de Primera B
- Wanderers

## Compétition
Le barème utilisé pour établir les classements est le suivant :
- Victoire : 3 points
- Match nul : 1 point
- Défaite : 0 point

### Classements
| Rang | Équipe                                  | Pts | J  | G  | N | P  | Bp | Bc | Diff |
| ---- | --------------------------------------- | --- | -- | -- | - | -- | -- | -- | ---- |
| 1    | Club Nacional de Football               | 34  | 15 | 11 | 1 | 3  | 27 | 12 | +15  |
| 2    | Montevideo Wanderers Fútbol Club        | 29  | 15 | 8  | 5 | 2  | 22 | 15 | +7   |
| 3    | Danubio Fútbol Club                     | 29  | 15 | 9  | 2 | 4  | 24 | 19 | +5   |
| 4    | Defensor Sporting Club                  | 25  | 15 | 7  | 4 | 4  | 22 | 15 | +7   |
| 5    | Liverpool Fútbol Club                   | 24  | 15 | 6  | 6 | 3  | 16 | 13 | +3   |
| 6    | Club Atlético Boston RiverP             | 22  | 15 | 5  | 7 | 3  | 19 | 11 | +8   |
| 7    | Club Atlético Cerro                     | 22  | 15 | 6  | 4 | 5  | 16 | 15 | +1   |
| 8    | Racing Club de Montevideo               | 20  | 15 | 5  | 5 | 5  | 24 | 26 | -2   |
| 9    | Centro Atlético Fénix                   | 19  | 15 | 5  | 4 | 6  | 19 | 19 | 0    |
| 10   | CA River Plate                          | 18  | 15 | 5  | 3 | 7  | 18 | 28 | -10  |
| 11   | Club Atlético Juventud                  | 17  | 15 | 4  | 5 | 6  | 9  | 11 | -2   |
| 12   | Institución Atlética Sud América        | 17  | 15 | 5  | 2 | 8  | 17 | 20 | -3   |
| 13   | Rampla Juniors Fútbol ClubP             | 17  | 15 | 4  | 5 | 6  | 9  | 16 | -7   |
| 14   | Club Atlético PeñarolT                  | 15  | 15 | 4  | 3 | 8  | 17 | 20 | -3   |
| 15   | Club Atlético Plaza                     | 12  | 15 | 2  | 6 | 7  | 16 | 24 | -8   |
| 16   | Club Social y Deportivo Villa EspañolaP | 7   | 15 | 1  | 4 | 10 | 14 | 26 | -12  |

### Classements cumulés
|  | Rang                    | Équipes           | Moyennes | Matchs joués | 2014/15 | 2015/16 | 2016 | Pts. |
|  | ----------------------- | ----------------- | -------- | ------------ | ------- | ------- | ---- | ---- |
|  | 1.                      | Nacional          | 2,013    | 75           | 63      | 54      | 34   | 151  |
|  | 2.                      | Peñarol           | 1,706    | 75           | 55      | 58      | 15   | 128  |
|  | 3.                      | Defensor Sporting | 1,533    | 75           | 48      | 42      | 25   | 115  |
|  | 4.                      | Danubio           | 1,506    | 75           | 49      | 35      | 29   | 113  |
|  | 5.                      | River Plate       | 1,506    | 75           | 54      | 41      | 18   | 113  |
|  | 6.                      | Wanderers         | 1,480    | 75           | 34      | 48      | 29   | 111  |
|  | 7.                      | Boston River      | 1,466    | 15           | ''B''   | ''B''   | 22   | 22   |
|  | 8.                      | Cerro             | 1,440    | 75           | 34      | 52      | 22   | 108  |
|  | 9                       | Liverpool         | 1,422    | 45           | ''B''   | 40      | 24   | 64   |
|  | 10.                     | Fénix             | 1,360    | 75           | 37      | 46      | 19   | 102  |
|  | 11.                     | Sud América       | 1,360    | 75           | 42      | 43      | 17   | 102  |
|  | 12.                     | Plaza Colonia     | 1,355    | 45           | ''B''   | 49      | 12   | 61   |
|  | 13.                     | Racing            | 1,280    | 75           | 45      | 31      | 20   | 96   |
|  | 14.                     | Juventud          | 1,266    | 75           | 45      | 33      | 17   | 95   |
|  | 15.                     | Rampla Juniors    | 1,133    | 15           | ''B''   | ''B''   | 17   | 17   |
|  | 16.                     | Villa Española    | 0,466    | 15           | ''B''   | ''B''   | 7    | 7    |
|  | 11 de diciembre de 2016 |                   |          |              |         |         |      |      |

|  | Relégation directe en Primera B. |

## Bilan de la saison
| Championnat d'Uruguay de football 2016 |                                              |
| Champion                               | Club Nacional de Football (46e titre)        |
| Qualifications continentales           |                                              |
| Copa Libertadores 2017                 | Montevideo Wanderers Fútbol Club             |
| Copa Sudamericana 2016                 | Danubio Fútbol Club                          |
| Copa Sudamericana 2016                 | Defensor Sporting Club                       |
| Copa Sudamericana 2016                 | Liverpool Fútbol Club                        |
| Copa Sudamericana 2016                 | Club Atlético Boston River                   |
| Promotions et relégations              |                                              |
| Promus en Primera División             | Centro Cultural y Deportivo El Tanque Sisley |
| Relégués en Primera B                  | Club Social y Deportivo Villa Española       |